# بيتر سميث (لاعب كريكت أسترالي)
بيتر سميث (بالإنجليزية: Peter Smith)‏ (8 فبراير 1968 بملبورن في أستراليا - ) هو لاعب كريكت أسترالي. لعب مع فريق فكتوريا للكريكت.

## وصلات خارجية
- بيتر سميث (لاعب كريكت أسترالي) على موقع إي آس بي آن كريك إنفو (الإنجليزية)